# John Hewie
John Hewie (Pretoria, 13 de diciembre de 1927 - Lincolnshire, 11 de mayo de 2015) fue un futbolista británico que jugaba en la demarcación de lateral.

## Biografía
Tras formarse en el ISCOR Pretoria, finalmente en 1957 dio el salto al fútbol profesional tras hacer su debut con el Arcadia Shepherds FC, donde jugó hasta 1949. En octubre del mismo año, viajó a Inglaterra para fichar por el Charlton Athletic FC. Jugó un total de 19 años en el club londinense, jugando cerca de 500 partidos en total, y casi en cada posición, incluyendo cuatro veces como portero, cuando Mick Rose se lesionaba. También volvió a jugar en el Arcadia Shepherds FC, y año como jugador-entrenador con el Bexley United FC, hasta que finalmente, tras volver al Arcadia, se retiró como futbolista en 1971.
Falleció el 11 de mayo de 2015 en Lincolnshire a los 87 años de edad.

## Selección nacional
Jugó un total de 19 partidos con la selección de fútbol de Escocia. Hizo su debut el 14 de abril de 1956 contra Inglaterra en un partido del British Home Championship que finalizó con empate a uno. Llegó a jugar también la Clasificación para la Copa Mundial de Fútbol de 1958 y posteriormente dos partidos de la Copa Mundial de fútbol de 1958. Su último partido lo jugó el 4 de mayo de 1960 contra Polonia en un partido amistoso.

### Goles internacionales
| # | Fecha                | Estadio                        | Oponente          | Gol | Resultado | Competición                                          |
| - | -------------------- | ------------------------------ | ----------------- | --- | --------- | ---------------------------------------------------- |
| 1 | 8 de mayo de 1957    | Hampden Park, Glasgow, Escocia | España            | 2–1 | 4–2       | Clasificación para la Copa Mundial de Fútbol de 1958 |
| 2 | 3 de octubre de 1959 | Windsor Park, Belfast, Irlanda | Irlanda del Norte | 0-2 | 0–4       | British Home Championship                            |

### Participaciones en la Copa del Mundo
| Mundial                        | Sede   | Resultado    |
| ------------------------------ | ------ | ------------ |
| Copa Mundial de Fútbol de 1958 | Suecia | Primera fase |

## Clubes
| Club                          | País       | Año         | Partidos | Goles |
| ----------------------------- | ---------- | ----------- | -------- | ----- |
| Arcadia Shepherds FC          | Sudáfrica  | 1947 - 1949 |          |       |
| Charlton Athletic FC          | Inglaterra | 1949 - 1966 | 495      | 37    |
| Arcadia Shepherds FC (cedido) | Sudáfrica  | 1960        |          |       |
| Arcadia Shepherds FC          | Sudáfrica  | 1966 - 1967 | 45       | 9     |
| Bexley United FC              | Inglaterra | 1967 - 1968 |          |       |
| Arcadia Shepherds FC          | Sudáfrica  | 1968 - 1971 |          |       |